# Newport (Kalifornien)
Newport ist eine Siedlung, eine sogenannte unincorporated community, im Mendocino County in Kalifornien.
Sie war früher ein Ort für die Holzverladung. Heute besteht sie nur noch aus einem großen Hotelbetrieb mit angeschlossener Ranch zur touristischen Nutzung.

## Persönlichkeiten
- Steve Birnbaum (* 1991), Fußball-Nationalspieler